# Easy Mo Bee
Easy Mo Bee, pseudonimo di Osten Harvey, Jr. (New York, 8 dicembre 1965), è un produttore discografico statunitense di musica hip hop ed R&B.

## Biografia

### Inizi della carriera
Alle scuole superiori, Harvey prese lo pseudonimo di Mo Bee ed avviò un gruppo hip hop chiamato Rapping is Fundamental assieme ad alcuni compagni di classe. Uno dei membri all'epoca fece ascoltare una musicassetta di Mo Bee a quello che poi sarebbe diventato il famoso rapper Big Daddy Kane. Impressionato dal talento, Kane fece produrre a Easy due tracce del suo album It's a Big Daddy Thing promettendo la collaborazione anche per le future produzioni.
In seguito, Easy fece la parte del leone nella produzione di Words From the Genius, l'album di debutto di GZA del Wu-Tang Clan. Easy Mo Bee inoltre ha prodotto l'ultimo album in studio di Miles Davis del 1992, Doo-Bop, che ha vinto nel 1993 il Grammy Award per Best R&B Instrumental Performance.

### Con Sean Combs e la Bad Boy
Nei primi anni 1990, Easy allacciò rapporti con la Bad Boy Entertainment diventando produttore dello staff principale, lavorando a molte tracce della loro prima pubblicazione: l'album di Craig Mack Project: Funk da World ed al primo pezzo di successo dell'etichetta, "Flava in Ya Ear." Ha inoltre prodotto "Party & Bullshit" per The Notorious B.I.G., il primo singolo del rapper poi scomparso nel 1997.
Successivamente ha prodotto sia per 2Pac che per Biggie, che sono diventati tristemente celebri per la loro rivalità. Easy è l'unico produttore ad aver lavorato con entrambi, specialmente sul brano "Runnin' From the Police" (dall'album One Million Strong) dove ebbe entrambi in studio allo stesso tempo.
Dopo aver prodotto per l'album di 2Pac Me Against the World, Mo Bee iniziò a lavorare all'album di Biggie Ready to Die. Il suo lavoro musicale diede come frutti diverse hit e un largo consenso anche dalla critica, spronandolo a produrre per Biggie anche nel suo secondo album. Puff Daddy gli chiese di fargli da manager invitandolo a far parte del team di produzione Hit Squad, ma Easy rifiutò. In seguito produsse il singolo traino dell'album di Busta Rhymes The Coming, intitolato "Everything Remains Raw."

### Dopo la Bad Boy
Easy fu molto legato a Biggie, registrando svariate tracce, tra cui anche "Dead Wrong" per il terzo album Born Again. Dopo l'uccisione del rapper, la versione del brano che apparve nel disco era stata remixata, escludendo di fatto Easy. Puff smise di impiegare Easy nei progetti della label, successivamente remixando le tracce di Mo Bee senza dare credito al lavoro del beatmaker di New York, come nel caso di "Flava in Ya Ear", remixato da Puffy su Bad Boy 10th Anniversary. Anche Eminem remixò  "Runnin" nell'album Tupac: Resurrection Soundtrack. 
Dopo la rottura con la Bad Boy, Easy ha lavorato con diversi artisti, anche estranei alla scena hip hop come Alicia Keys, con cui ha prodotto una nuova versione di "If I Were Your Woman" di Gladys Knight & the Pips del 1971; altre sue produzioni sono state per Afu-Ra su Life Force Radio, Mos Def su The New Danger e Blaq Poet dei Screwball per l'album solista Rewind: Deja Screw.